# Ramsden Crays
Ramsden Crays – wieś i civil parish w Anglii, w Esseksie, w dystrykcie Basildon. W 2011 civil parish liczyła 1838 mieszkańców.